# 1984 في غينيا
فيما يلي قوائم الأحداث التي وقعت خلال عام 1984 في غينيا.

## سياسة

### انتهاء فترة المنصب
- 26 مارس – أحمد سيكو توري رئيس غينيا.

## مواليد

### يناير
- 12 يناير – نبي موسى ياتارا لاعب كرة قدم غيني.
- 25 يناير – صامويل جونسون لاعب كرة قدم غيني.

### ديسمبر
- 2 ديسمبر – محمد أليمو ديالو لاعب كرة قدم غيني.

## وفيات

### مارس
- 26 مارس – أحمد سيكو توري (مواليد 1922)

### أغسطس
- 19 أغسطس – لويس لانسانا بيافوغي (مواليد 1923)